# Skagenschilders

Krøyers Hip, hip, hurra!. Van links rond: Martha Johansen, Viggo Johansen, Christian Krohg, P.S. Krøyer, Degn Brøndum, Michael Ancher, Oscar Björck, Thorvald Niss, Helene Christensen, Anna Ancher en Helga Ancher

De Skagenschilders (Skagensmalerne) was een kolonie van Scandinavische kunstenaars, voornamelijk kunstschilders, aan het einde van de negentiende eeuw in de Noord-Deense plaats Skagen. De groepering nam geleidelijk afstand van de gangbare academische tradities en sloeg een weg in van vernieuwing, meer in het bijzonder richting het impressionisme.

## Geschiedenis
In 1833 kwam de Deense kunstschilder Martinus Rørbye naar Skagen, dat toen nog een afgelegen vissersoord was. Hij legde er het dagelijks leven in klassiek Deense stijl op het doek vast. In 1874 trad de jonge Deense kunstschilder Michael Ancher, kort daarvoor afgestudeerd aan de Koninklijke Deense Kunstacademie en bewonderaar van Rørbye, in diens voetsporen. Ancher verbleef er in Brøndums Hotel en begon net als Rorbye het plaatselijke vissersleven te schilderen, aanvankelijk in een realistische stijl. Korte tijd later kwamen ook zijn vrienden Karl Madsen en Viggo Johansen naar Skagen en in de jaren 1876-1878 volgden diverse andere kunstenaars, onder wie Laurits Tuxen, Fritz Thaulow, Carl Locher, Holger Drachmann, Thorvald Niss, Oscar Björck en de invloedrijke Deense schrijver en criticus Georg Brandes. Velen van hen verbleven met name in de zomermaanden in Skagen, vaak in gehuurde vissershuisjes, maar ook wel in Brøndums Hotel. Dat vormde vanaf het begin het centrum van de groepering, waar ze levendige besprekingen hielden over kunst, artistieke vernieuwing en over elkanders werk.

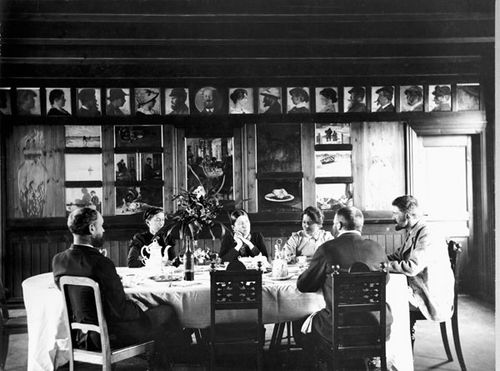
Bijeenkomst van de Skagenschilders in de eetzaal van Brøndums Hotel

Het landschap van Skagen, in het noordelijkste puntje van Jutland, waar de Oostzee en de Noordzee bij elkaar komen, werd door de 'Skagenschilders' herkend als een unieke omgeving. Bovenal waren ze onder de indruk van het overweldigende licht dat nog intenser is rondom de midzomernacht, wanneer het nooit echt donker wordt. De kunstenaars schilderden aanvankelijk vooral landschappen, eerst nog in een academische, naturalistische stijl. Madsen en Johansen brachten echter ook invloeden in vanuit het Franse impressionisme en de School van Barbizon en introduceerden bovendien het schilderen en plein air. Deze invloeden, met name die van het[impressionisme, werden vanaf de jaren 1880 versterkt door de studiereizen die vele leden maakten naar Frankrijk en vooral ook door de komst van Peder Severin Krøyer naar Skagen, in 1882. Krøyer had gestudeerd in Parijs en was daar helemaal in de ban geraakt van het impressionisme. Hij zorgde ook voor een toegenomen aandacht voor de portretschilderkunst bij de 'Skagenschilders'.

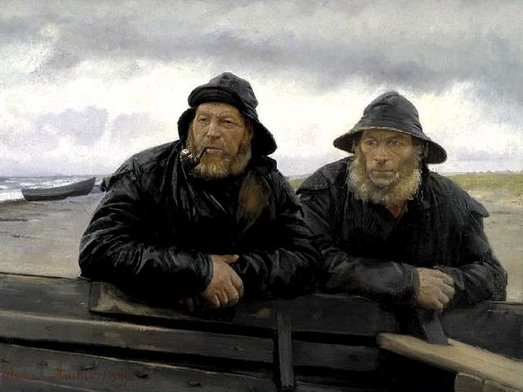
Michael Ancher: Twee vissers

De kunstenaarskolonie op Skagen groeide gaandeweg uit tot het belangrijkste centrum van de Scandinavische kunst aan het einde van de negentiende eeuw en werd een bron voor belangrijke vernieuwingen, met name in de schilderkunst. Toen de totstandkoming van de spoorlijn Frederikshavn - Skagen in 1890 leidde tot een nog grotere toeloop van kunstenaars maar ook van toeristen, kwam enigszins de klad in de inspirerende samenscholingen van de oorspronkelijke leden in Brøndums Hotel en verwaterde geleidelijk de innovatieve kracht. Ook de persoonlijke binding tussen de oorspronkelijke leden werd allengs minder. Niettemin bleven velen van hen nog jarenlang in Skagen wonen en werken. Velen hadden er een huis gekocht. Een aantal van hen zou er uiteindelijk sterven.

## Relaties en betrekkingen
De 'Skagenschilders' vormden aan het einde van de negentiende eeuw een hechte gemeenschap en vriendenclub, treffend getypeerd in Krøyers schilderij Hip hip hurra! uit 1888. Binnen de kolonie groeiden ook meerdere relaties, vaak ook tussen kunstenaars en meisjes uit de omgeving. In 1880 huwde Michael Ancher de dochter van de eigenaar van Brøndums Hotel Anna Kristine Brøndum, die hij al vanaf haar vijftiende kende. Anna zou later ook zelf uitgroeien tot een toonaangevend kunstschilderes binnen de kolonie. Johansen trouwde met Martha Møller, Anna's nichtje, en Madsen met de plaatselijke onderwijzeres Helene Christensen. Tuxen woonde met zijn vrouw Ursule in Skagen, en na haar dood in 1899 ook met zijn tweede vrouw, de mooie Noorse Frederikke Treschow. Krøyer huwde in 1888 de Duitse koopmansdochter Marie Triepcke, die hij in Parijs had leren kennen, en vestigde zich eveneens met haar in Skagen.
De kolonie in Skagen leek een ideale gemeenschap, die naar buiten toe een opgewekte, uitgelaten stemming uitstraalde. De werkelijkheid bleek echter anders en veel kunstenaars, zo bleek achteraf, werden geplaagd door angsten, depressies en grote twijfels over hun kunnen. Vriendschappen gingen uiteindelijk aan ruzietjes ten onder, een aantal bij aanvang ogenschijnlijk ideale huwelijken, zoals ook dat van Krøyer en Marie, liepen uiteindelijk stuk: toen Marie in 1905 een kind verwachtte van componist Hugo Alfvén leidde dat tot een scheiding. Krøyer overleed vier jaar later aan een psychische ziekte.

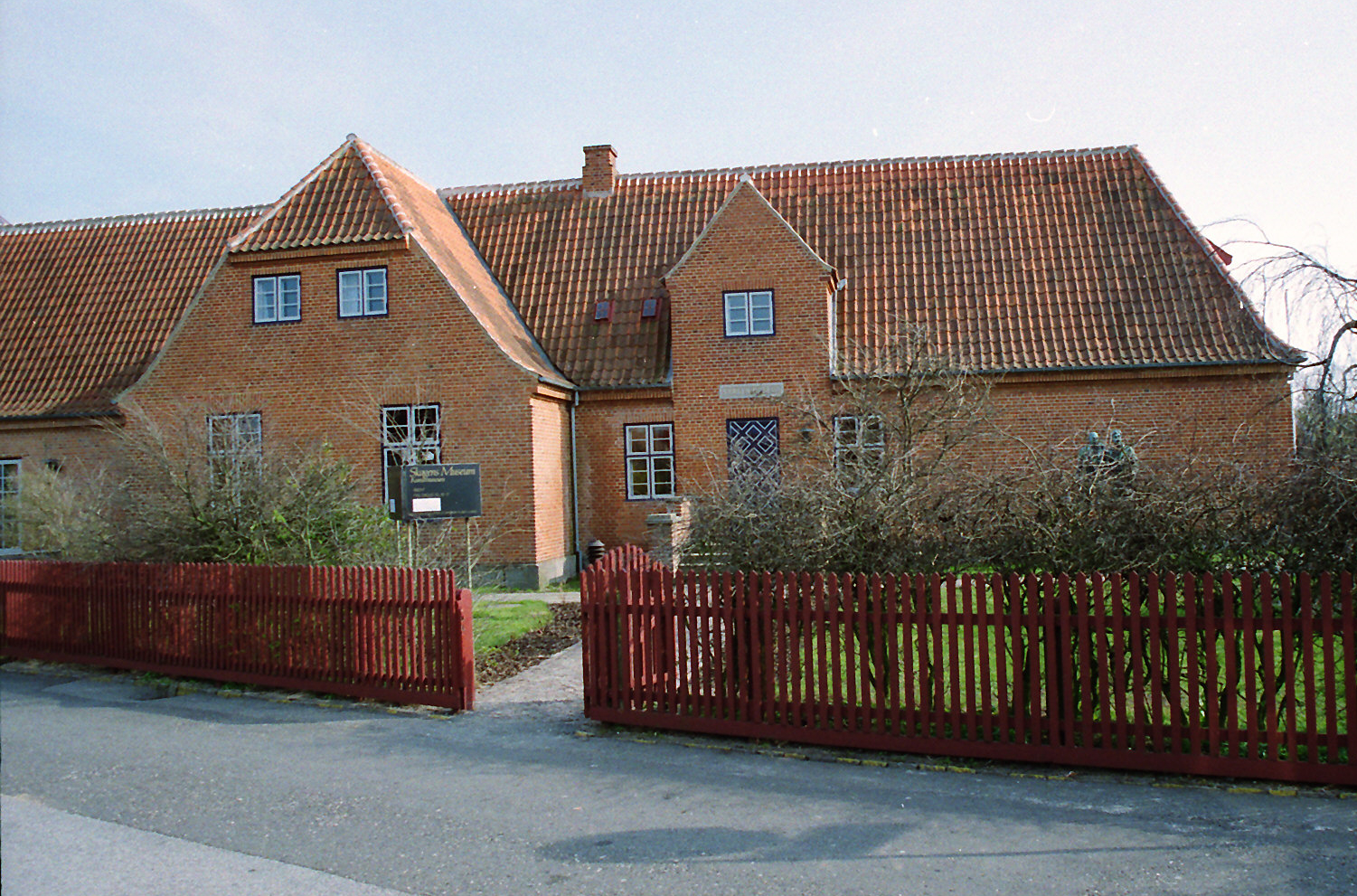
Het Skagens Museum

De verwikkelingen binnen de kunstenaarskolonie werden in 1987 succesvol verfilmd door de Zweedse regisseur Kjell Grede, onder de titel Hip Hip Hurra!, naar Krøyers schilderij. De stormachtige verhouding tussen P.S. Krøyer en Marie werd in 2012 verbeeld door de Deense regisseur Bille August in de speelfilm Marie Krøyer (Engels: The Passion of Marie).

## Skagens Museum
De Anchers, Krøyer en Tuxen startten in 1908 een stichting die tot doel had zo veel mogelijk kunstwerken die in Skagen gemaakt waren ook daar te verzamelen en bewaren. Mede dankzij schenkingen ontstond zo een aanzienlijke verzameling, die voor een belangrijk deel in de eetzaal Brøndums Hotel kwam te hangen. Het hotel bleek echter snel te klein, maar in 1928 kon dankzij schenkingen een nieuw, door architect Ulrik Plesner ontworpen gebouw worden betrokken, vlak bij het hotel. Hoteleigenaar Degn Brøndum, de broer van Anna, schonk daarbij de complete inrichting van de eetzaal, de plek waar de kunstenaars jarenlang bijeenkwamen. Deze werd in zijn oorspronkelijke staat weer opgebouwd in het museum. Hetzelfde gebeurde met de tuin.
Het Skagens Museum heeft een internationale reputatie. Met name de grote portrettengalerij van de Skagense schilders is vermaard, maar ook het museum als zodanig kan als bijzonder worden gezien. Zoals heel Skagen in de loop van de vorige eeuw nog maar weinig is veranderd, geeft het betreden van het museum ook de bezoeker het idee terug te stappen in de tijd. De relatie tussen kunst en object kan aldus op een directe wijze worden ervaren.

## ‘Leden’ van de kolonie

Anna Ancher: Interieur met dochter Helga, naaiend

- Karl Madsen, Denemarken, kunstschilder
- Laurits Tuxen, Denemarken, kunstschilder
- Marie Krøyer, Denemarken, kunstschilder
- Carl Locher, Denemarken, kunstschilder
- Viggo Johansen, Denemarken, kunstschilder
- Thorvald Niss, Denemarken, kunstschilder
- Holger Drachmann, Denemarken, kunstschilder
- Peder Severin Krøyer, Noorwegen en Denemarken (vanaf 1889)[1], kunstschilder
- Anna Ancher, Denemarken, kunstschilder
- Michael Ancher, Denemarken, kunstschilder
- Julius Paulsen, Zweden, kunstschilder
- Oscar Björck, Zweden, kunstschilder
- Johan Krouthén, Denemarken, kunstschilder
- Christian Krohg, Noorwegen, kunstschilder
- Eilif Peterssen, Noorwegen, kunstschilder
- Fritz Thaulow, Noorwegen, kunstschilder
- Georg Brandes, Denemarken, schrijver
- Henrik Pontoppidan, Denemarken, schrijver

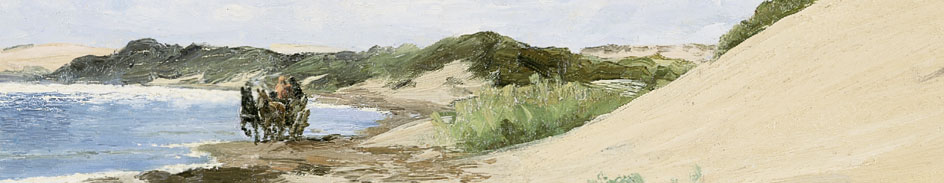
Carl Locher, Postkoets op het strand van Skagen, detail

- Hugo Alfvén, Zweden, componist.